# Valentin Sauerbrey

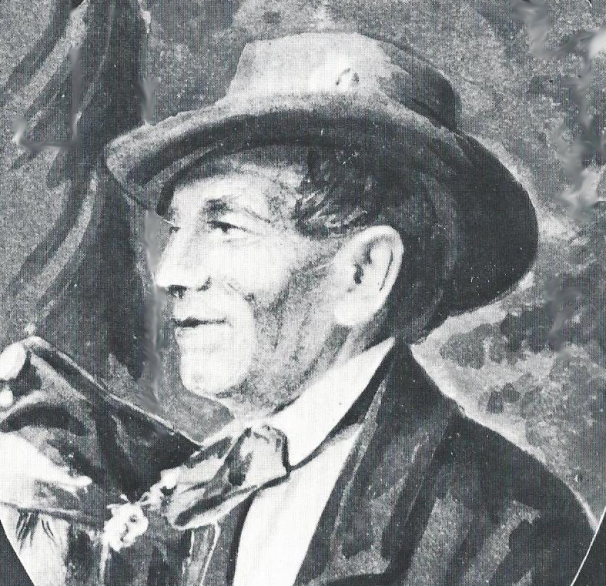
Valentin Sauerbrey (Foto Eidg. Schützenfest Zürich 1859)

 Valentin Sauerbrey (* 1804 in Zella St. Blasii; † 26. Februar 1881 in Basel) war ein deutscher Büchsenmacher, der vor allem in der Schweiz tätig war.

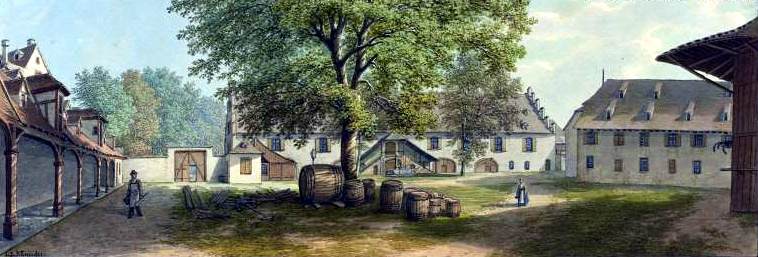
Blick vom Werkhof zum Zeughaus Basel (um 1874).

## Biografie
Valentin Sauerbrey wurde 1804 in Zella St. Blasii (heute Zella-Mehlis) als Sohn eines Büchsenmachers geboren. Es wird angenommen, dass er seinen Beruf in seiner Familie oder bei einem Büchsenmacher in Zella St. Blasi lernte. Da seine beruflichen Fähigkeiten die eines provinziellen Büchsenmachers bei weitem übertrafen – er beherrschte auch die Kunst des Gravierens und Eisenschneidens – wurde er von seinem Landesherrn Herzog Ernst II. von Sachsen-Coburg und Gotha zum herzoglichen Büchsenmacher ernannt.
1840 stellte Sauerbrey, „Hofbüchsenmacher in Zella“, in Leipzig eine Doppelflinte aus.
Trotz guter Aussichten auf eine erfolgreiche Berufskarriere am Ort bewarb er sich um einen Posten als Zeughauswart in Basel. Möglich ist auch, dass ihm sein zukünftiger Vorgesetzter, Johann Lukas von Mechel, damaliger Basler Regierungsrat, diesen Posten vorschlug. Bevor er die Stelle als Zeugwart akzeptierte – der vom Rat vorgeschlagene Jahreslohn betrug Fr. 400.- – liess er sich bescheinigen, dass er neben seiner Tätigkeit als Zeugwart auch privat als Büchsenmacher arbeiten könne.

## Ordonnanz- und Polizeiwaffen

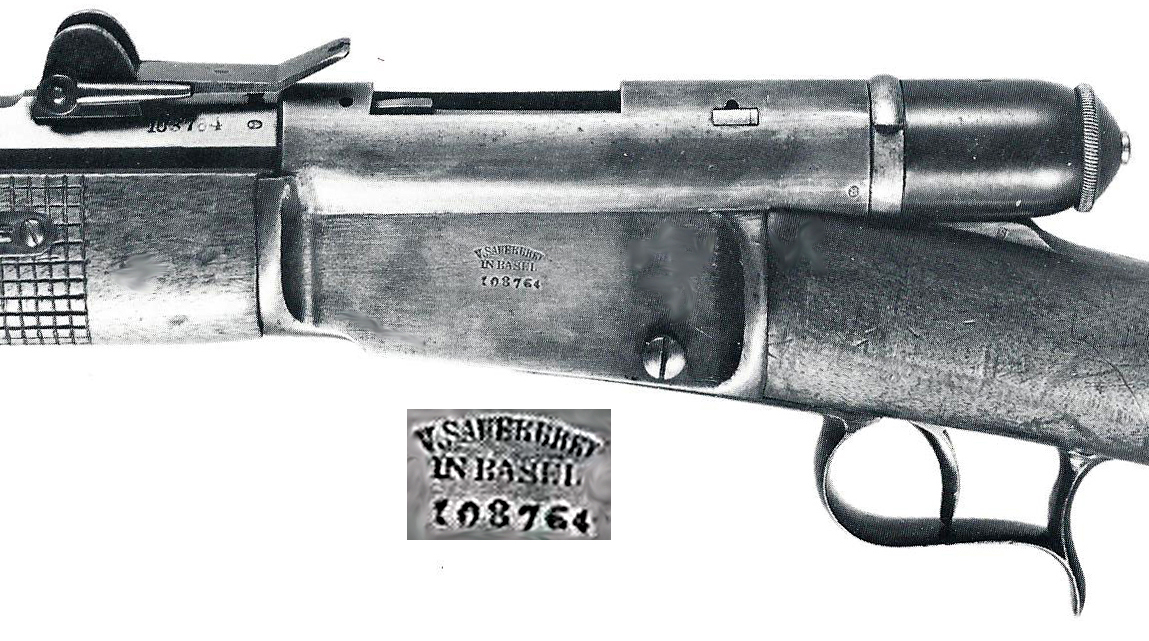
Schlag V. Sauerbrey auf Vetterligewehr M 1869/71

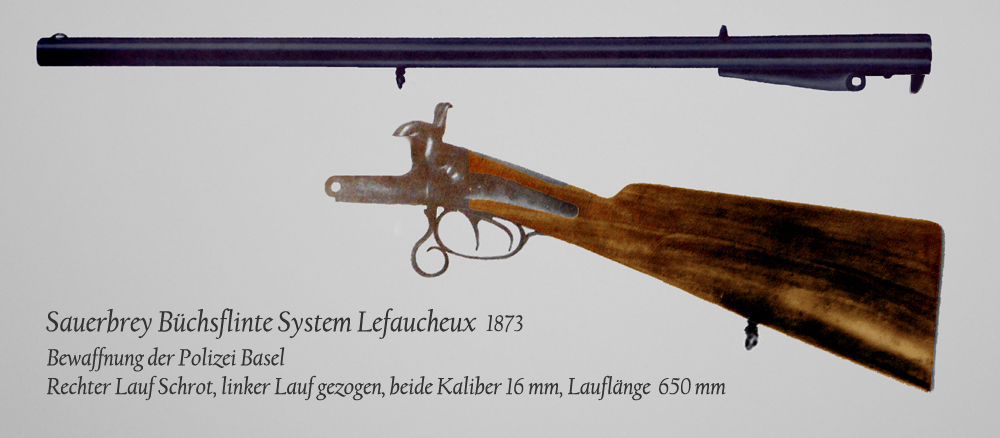
Sauerbrey Polizeigewehr

Von Mechel förderte Sauerbrey, weil er mit dessen Zusammenarbeit Ordonnanzwaffen entwickeln wollte. Ihm war bekannt, dass Sauerbrey ein Zündnadelgewehr gefertigt hatte, das gegenüber dem preußischen Modell Verbesserungen aufwies. Bekannt sind auch spätere Entwicklungen doppelläufiger Pistolen und von einem 1877/1878 entwickelten, ohne Werkzeug zerlegbaren Revolver im Kaliber .455. Nicht bekannt ist, ob diese Waffe der Eidgenössischen Revolverkommission vorgelegt worden ist.
Zur offiziellen Tätigkeit Sauerbreys gehörte die Pflege und Reparatur von Ordonnanzwaffen. Solange es noch keine Eidgenössische Waffenfabrik (gegründet 1875) gab, wurden die Ordonnanzwaffen, Pistolen und Gewehre, beispielsweise das Jägergewehr Ord 1853 in den kantonalen Zeughäusern und von privaten Büchsenmachern nach offiziellen Vorlagen hergestellt. Dies galt auch für Abänderungen und Teilfertigungen (Vetterligewehr). Unter Valentin Sauerbrey wurden im Zeughaus Basel 5000 Vetterligewehre Modell 1869/71 gefertigt. Unklar ist, ob die Waffen vollständig oder aus fremdgefertigten Teilen hergestellt wurden.
1873 schlug der Polizeidirektor Wirz der Basler Regierung vor, die Polizei mit einem Gewehr zu bewaffnen. Sauerbrey wurde daraufhin mit der Entwicklung einer solchen Waffe beauftragt. Die von ihm entwickelte doppelläufige Büchsflinte Kaliber 16 mm mit Lefaucheux-Zündung hat einen Schrot- und einen Kugellauf, Länge 550 mm. Daraufhin bewilligte die Regierung einen Kredit von Fr. 11'000.- für die Herstellung von 85 Waffen für die Polizei.

## Zivile Waffen
Neben seiner offiziellen Tätigkeit hatte Sauerbrey das Recht, im Zeughaus auf eigene Rechnung zivile Waffen herzustellen. Bekannt sind Perkussions-Scheibenstutzer, Perkussions-Jagdflinten und -gewehre, Luftgewehre, Scheibenstutzer System Martini, Perkussions-Scheibenpistolen, Transitions- und Bündelrevolver sowie Nachbauten von amerikanischen (Colt, Smith & Wesson), französischen (Lefaucheux-Stiftfeuerrevolvern) und englischen Adams-Revolvern her. Die meisten der von ihm hergestellten zivilen Waffen sind reich graviert.

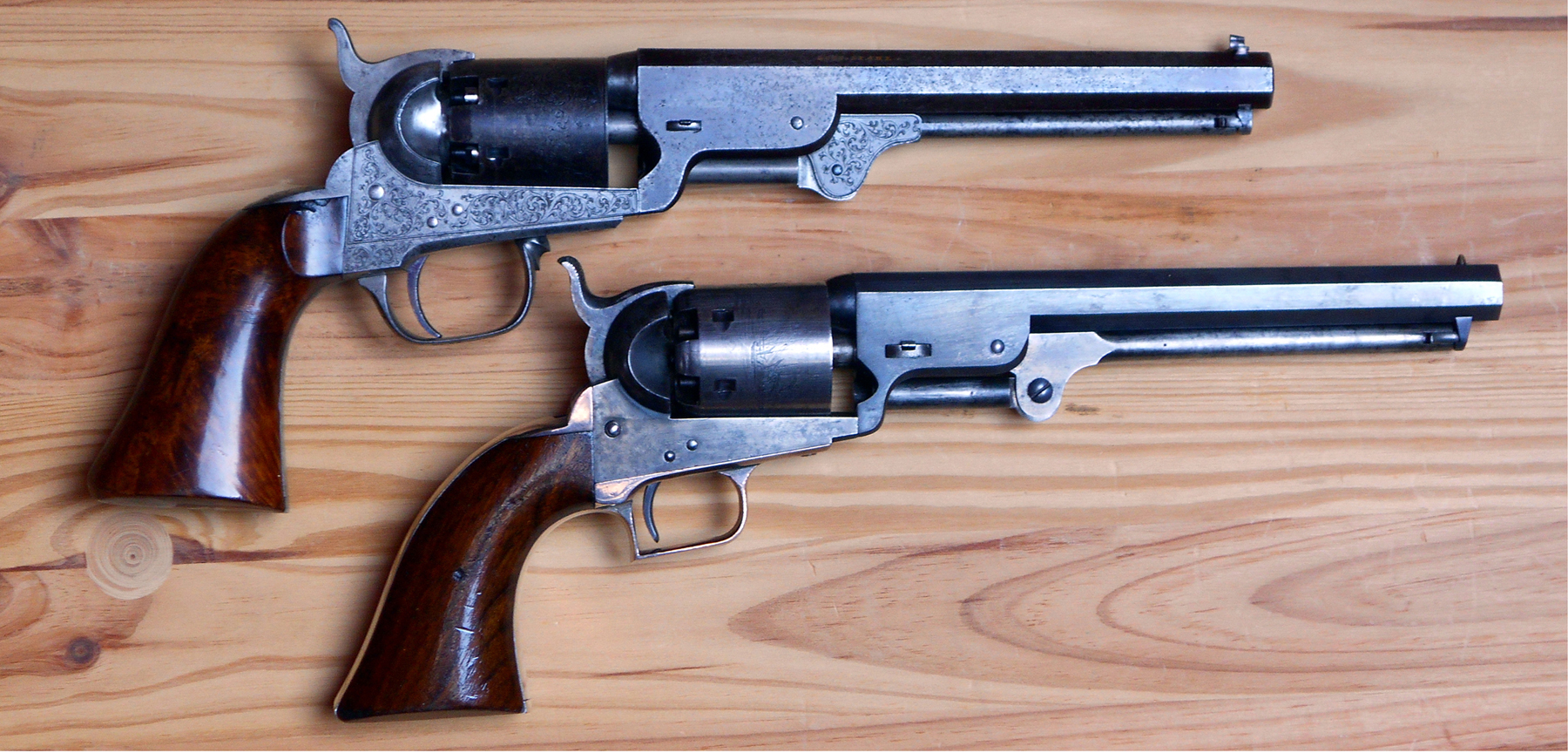
Sauerbrey Navy Revolver im Vergleich zu Colt Navy Model 51 (unten)
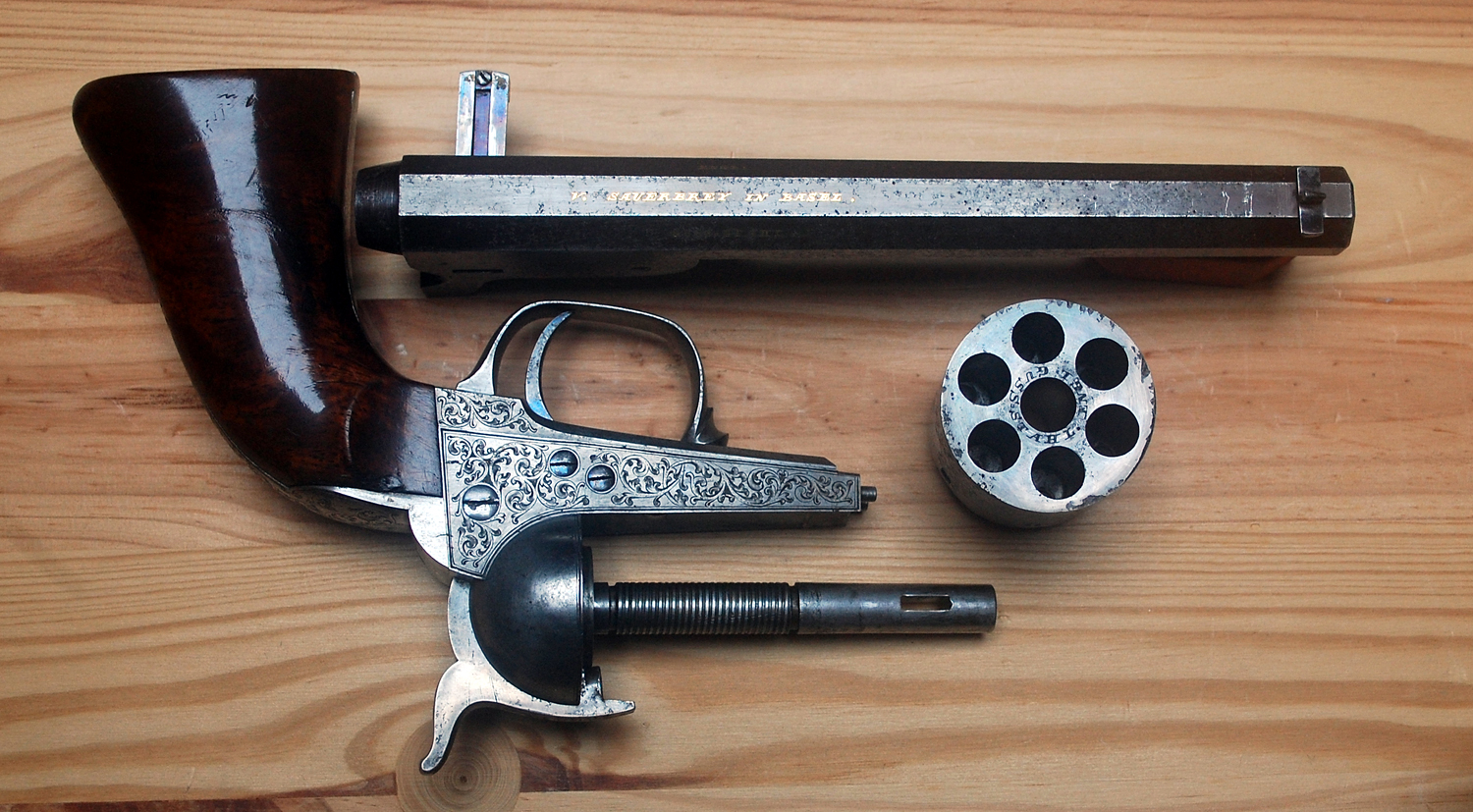
Sauerbrey Navy Revolver Seriennummer 22, teilzerlegt
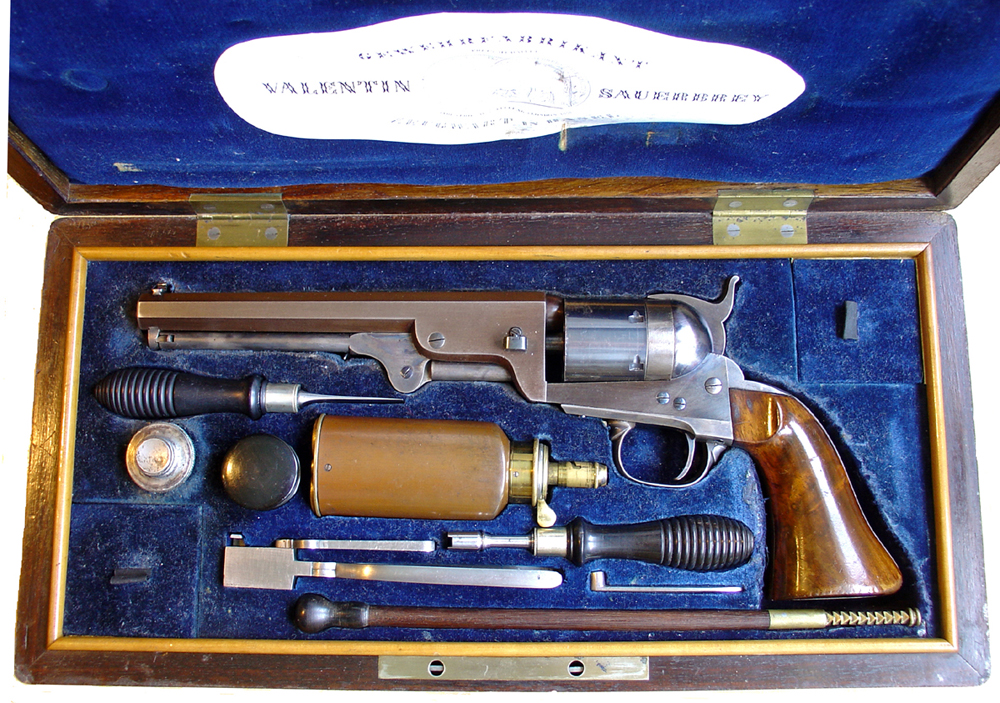
Sauerbrey-Patronenrevolver im Kasten
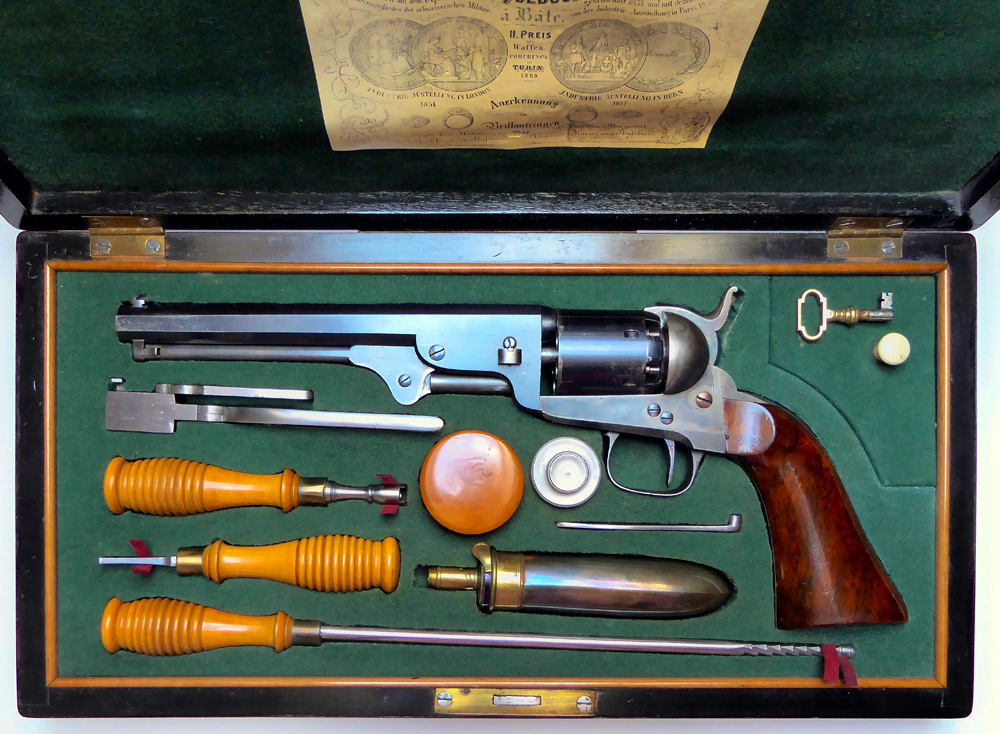
Sauerbrey Navy im Kasten
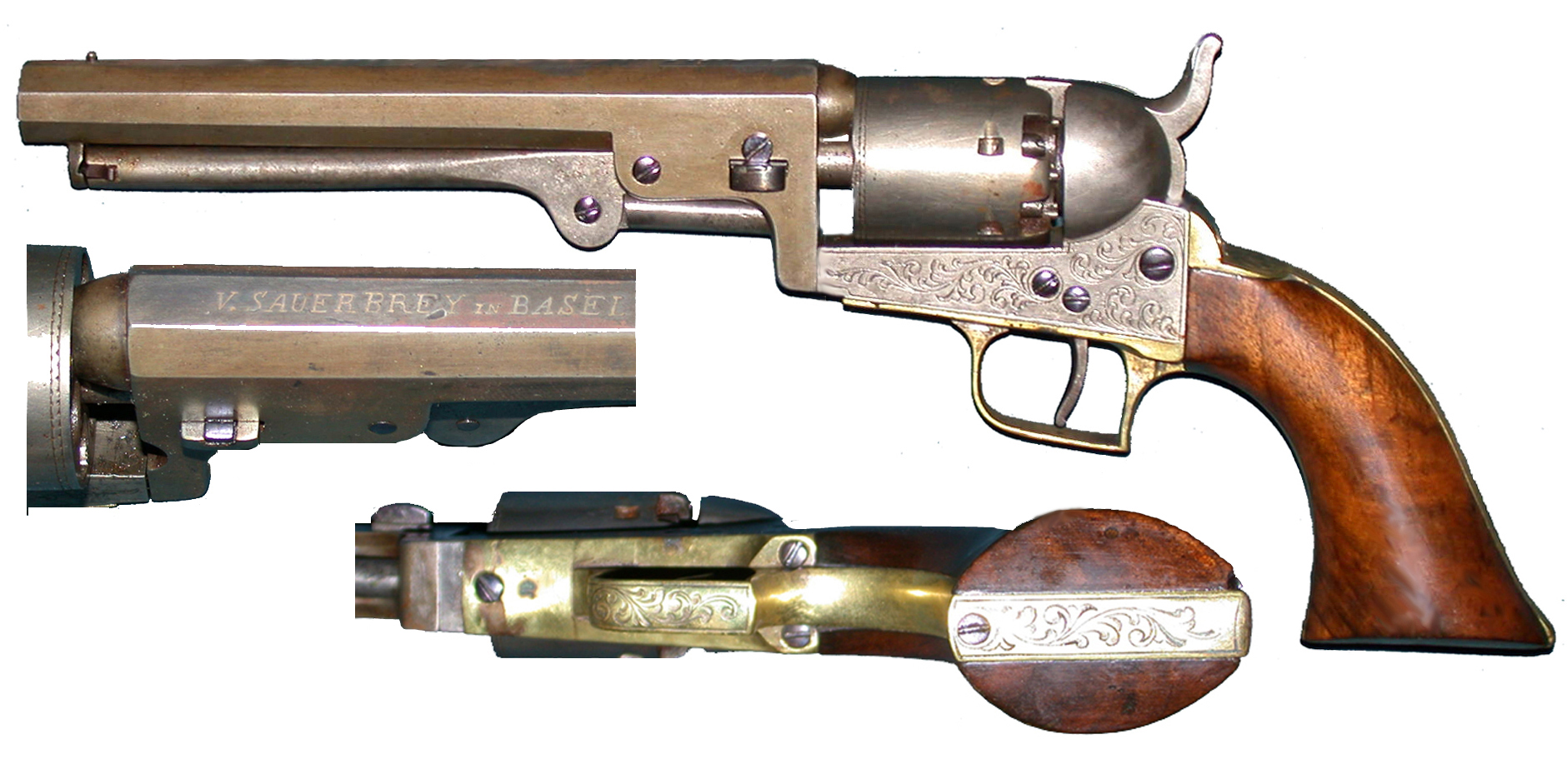
Sauerbrey Colt-Nachbau, 5-schüssig

## Patente
Neben Versuchen mit Langwaffen, die anstatt Schwarzpulver die von Christian Friedrich Schönbein 1846 entdeckte Schiessbaumwolle verwendeten, entwickelte Sauerbrey diverse Verschlusssysteme, darunter ein Militärgewehr mit Kipplauf, Gewehre mit Zylinderverschluss, mit Fallblockverschluss, Mehrladesysteme, welche er patentieren liess.

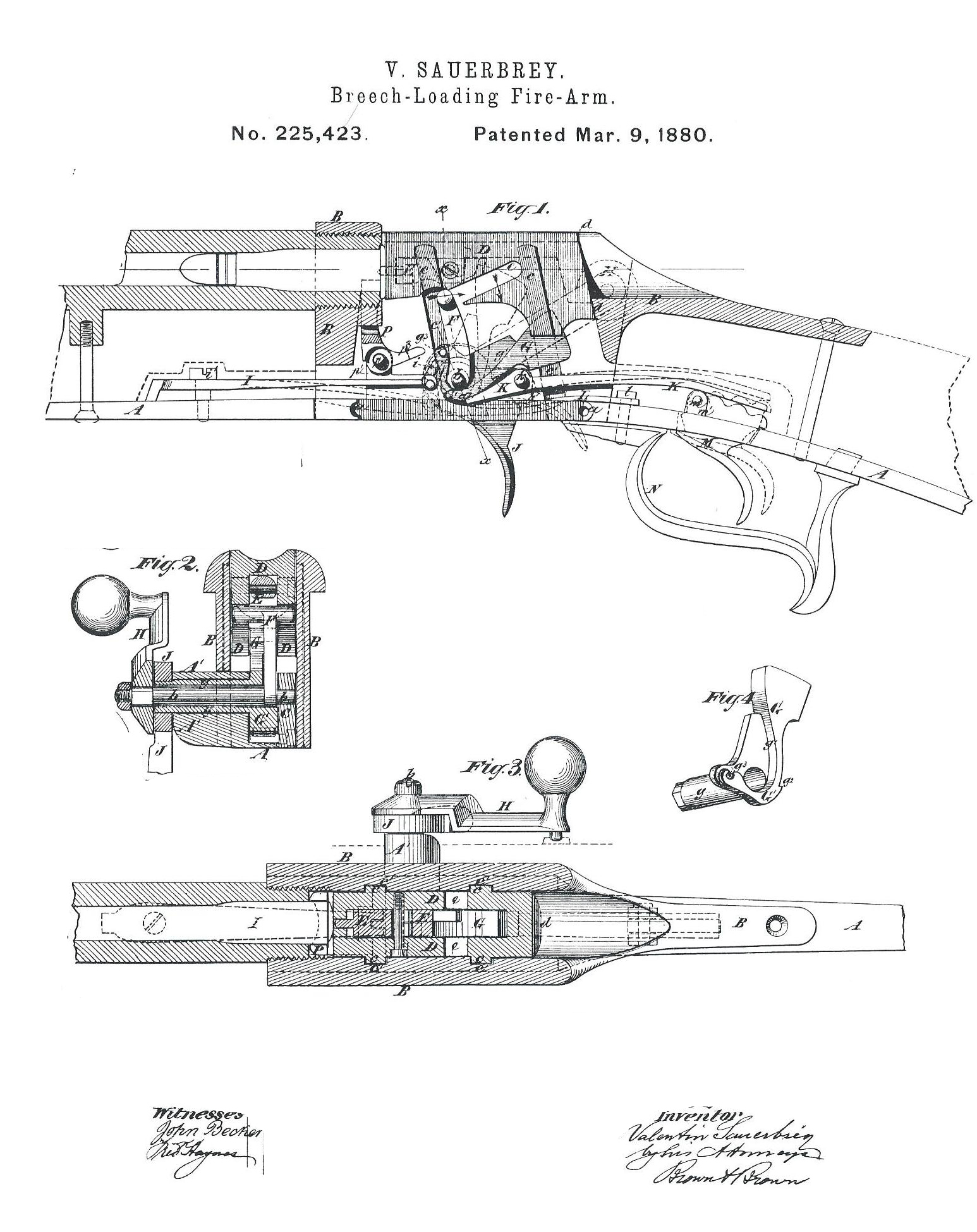
Sauerbrey U.S. Patent 1880 Fallblockverschluss
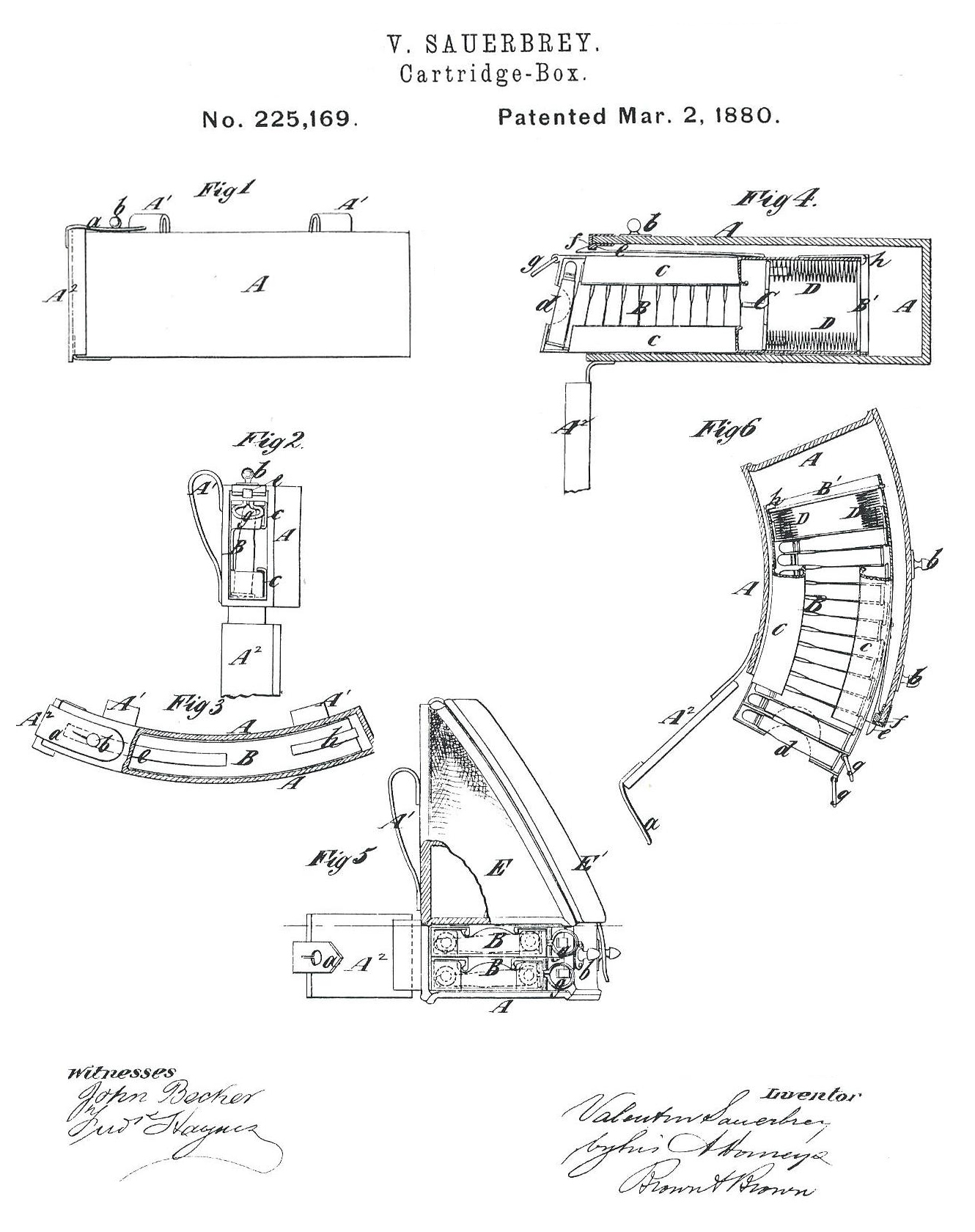
Sauerbrey U.S. Patent 1880 Kastenmagazin
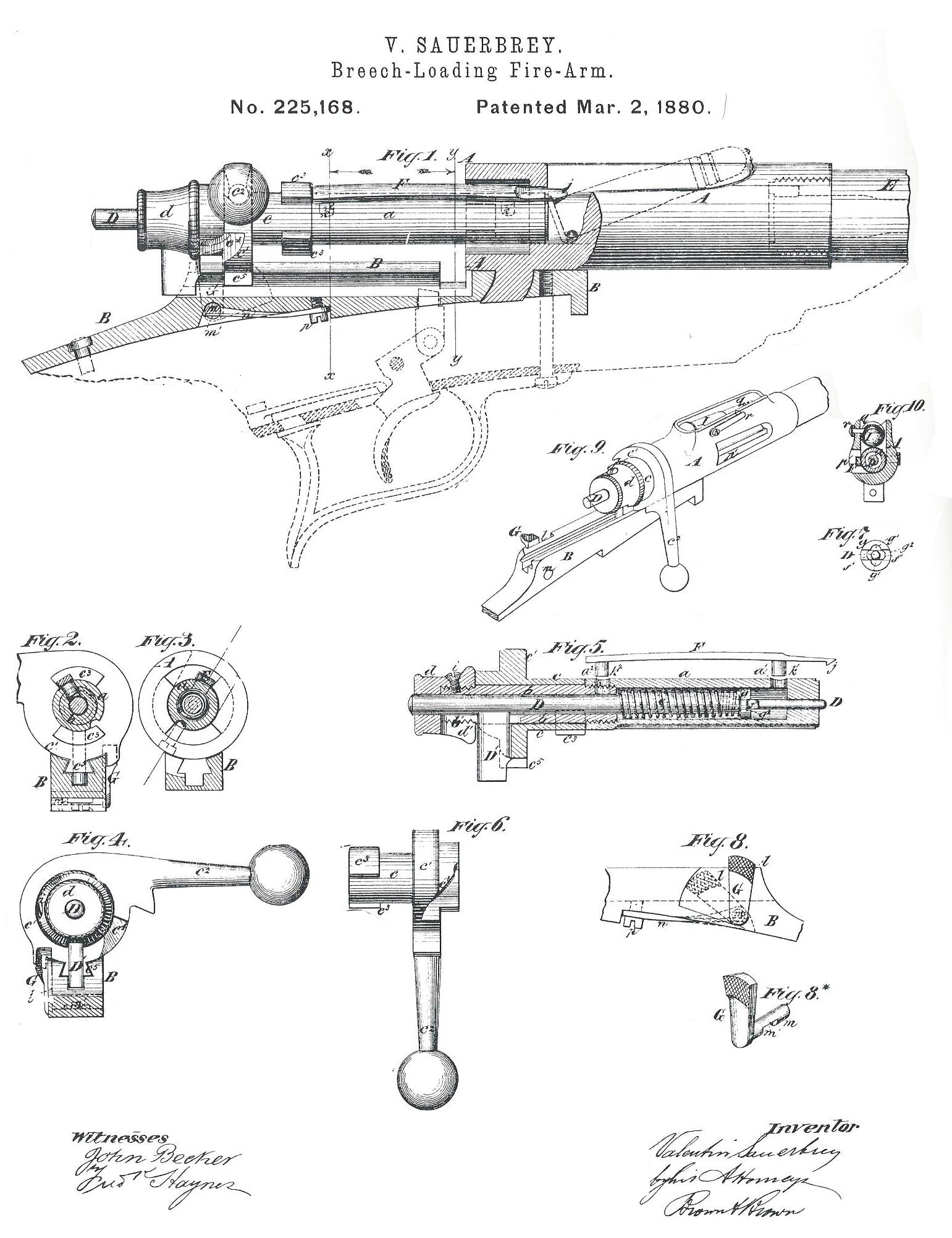
Sauerbrey U.S. Patent 1880 Zylinderverschluss
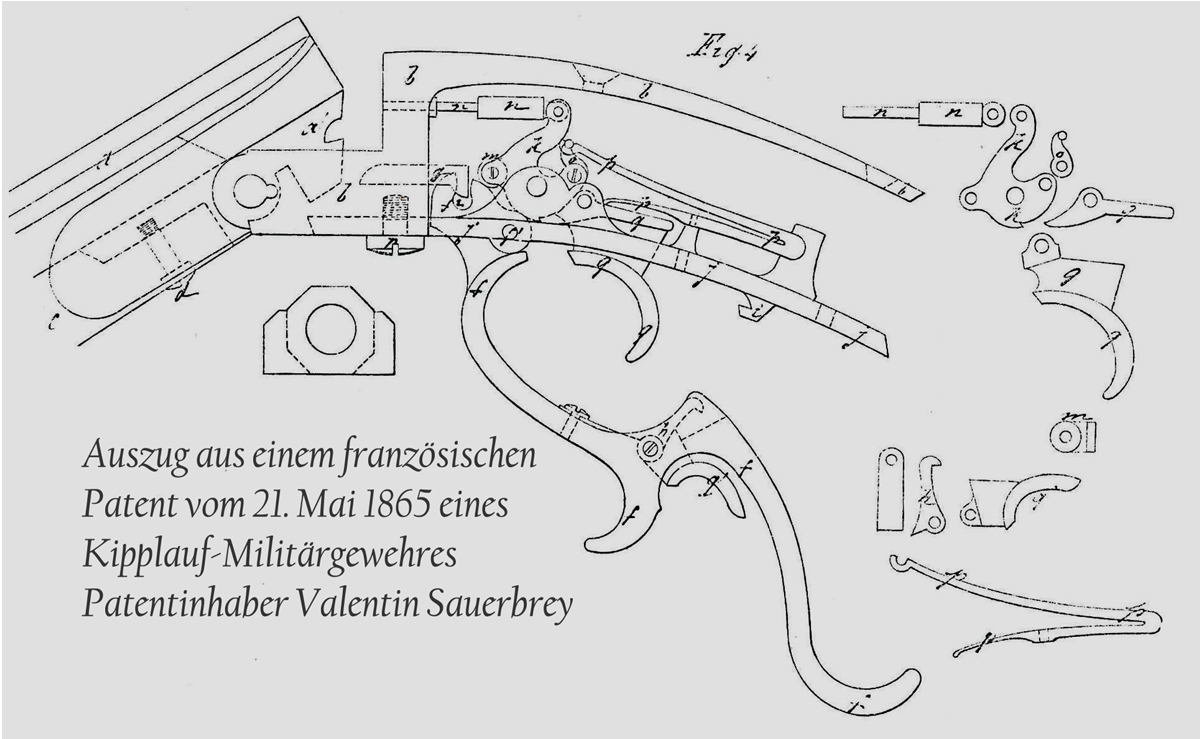
Sauerbrey Patentauszug (France) Kipplaufgewehr

## Ausstellungen
- Historisches Museum Basel, anlässlich des 6. Kongresses der Internationalen Verbandes der Museen für Waffen und Militärgeschichte. 15.–20. Mai 1972.
- An der Industrieausstellung 1851 London erhielt er eine Preismedaille für einen mit der Wilhelm Tell Geschichte gravierten Scheibenstutzer (Heute im Historischen Museum Basel).
- An der Weltausstellung Paris 1855 wurden folgende auf einer von Sauerbrey geschriebenen Liste genannten Waffen ausgestellt: Ein Stutzer samt Zubehörteilen, Etui, Preis in Schweizerfranken (fs) 1500. Eine Doppelbüchse, Läufe aus Gussstahl, fs 1500. Diverse Revolver (Colds System) Preise fs 200 bis fs 400. Ein Revolver (Adams Deane) System Lauf und Walze von Engl. Gussstahl mit Zubehörde und Etui, fs 260. Ein Paar  doppelläufige Taschepistolen, Zubehör, Etui fs 360. Für eine der Waffen, der „Belle carabine double de précision“ erhielt er eine Ehrenmeldung.
- An der Industrie-Ausstellung in Bern wurde er mit einer Medaille ausgezeichnet
- Der „Waffenconcours“ in Turin 1859 brachte ihm einen 2ten Preis.